# Mateus Rosé

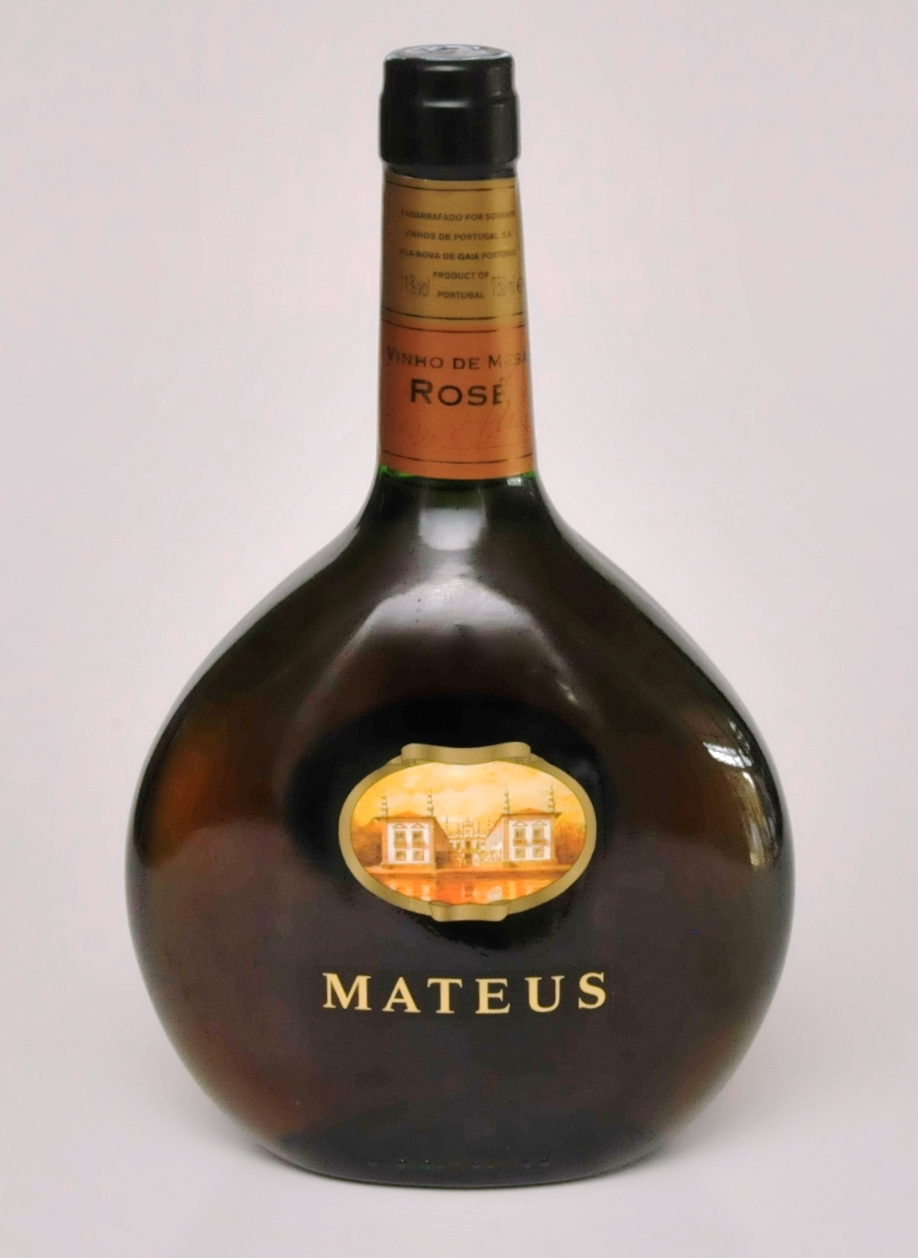
Mateus Rosé

Mateus Rosé ist ein halbtrockener bis lieblicher, leicht moussierender, Roséwein aus Portugal. Als Massenwein werden jährlich 50 Millionen Flaschen, die hauptsächlich über Supermärkte vertrieben werden, in 125 Länder verkauft. 
Fernando Van Zeller Guedes, ein Vinho-Verde-Winzer aus Vila Real im Douro-Tal, brachte im Jahr 1942 den Mateus Rosé in der charakteristischen bauchigen Flasche, die von der Form der Feldflaschen des Ersten Weltkrieges inspiriert war, auf den Markt. Den Namen des Weins entlieh er sich vom Schloss Mateus in der Nähe von Vila Real, das auch heute noch auf den Etiketten des Mateus abgebildet ist. Die Hauptproduktion des Mateus Rosé findet heute in Anadia im Weinbaugebiet Bairrada statt.
Vermarktet wird der Wein von Sogrape, dem größten Weinhandelsunternehmen Portugals.
Mateus Rosé war ein bevorzugter Wein von Elisabeth II. und dieser Wein wurde in den Kellern der Paläste von Saddam Hussein bevorratet.